# بيتي كيلي
بيتي كيلي (بالإنجليزية: Betty Kelly)‏ هي مغنية أمريكية، ولدت في 16 سبتمبر 1944.

## وصلات خارجية
- بيتي كيلي على موقع ميوزك برينز (الإنجليزية)
- بيتي كيلي على موقع ديسكوغز (الإنجليزية)